# Partido de Jauja
El Partido de Jauja fue una subdivisión territorial perteneciente a la Intendencia de Tarma que surgió en 1784 en base al territorio del Corregimiento de Jauja, durante el gobierno virreinal de Teodoro de Croix. El territorio tuvo como capital a la ciudad de Jauja. Se disolvió en 1821 con la Independencia del Perú y pasó a llamarse Provincia de Jauja.

## Historia
Los corregimientos fueron suprimidos en 1784, por el rey Carlos III y reemplazados por las intendencias. El territorio del Arzobispado de Lima fue dividido entre las intendencias de Lima y de Tarma. Los corregimientos de Tarma, Huaylas, Jauja, Cajatambo, Conchucos, Huamalíes y Huánuco pasaron a ser partidos de la segunda.
El sistema de intendencias fue establecido en el Virreinato del Perú mediante la orden real de 5 de agosto de 1783, siendo aplicada la Real Ordenanza de Intendentes del 28 de enero de 1782. El primer intendente de Tarma fue el coronel Juan María Gálvez, quien asumió en 1784, nombrado por el virrey a propuesta del visitador general Jorge Escobedo y Alarcón y aprobado por el rey el 24 de enero de 1785.